# 谢毓章
谢毓章（1915年2月25日—2011年5月29日），字履元，男，江苏苏州人，中国凝聚态理论物理学家，曾任清华大学教授，中国物理学会理事。